# Luigi Galvani
Luigi Aloisio Galvani (latin: Aloysius Galvani; 9. september 1737 – 4. december 1798) var italiensk læge og fysiker, som fastslog eksistensen af bioelektriske kræfter i levende væv. Ved at at sætte svag strømforbindelse mellem et frølår og et metal gik der nervøse trækninger gennem frølåret. Han adskilte dog aldrig begreberne elektricitet og biologi, og det var hans kollega Alessandro Volta, der arbejdede videre på Galvanis opdagelse og udviklede voltasøjlen, en tidlig forløber for vore dages elektriske batteri. 
Galvani har lagt navn til galvanisk kontakt, galvanisk element, galvanometeret, galvanisering og galvanisk tæring.

## Opvækst
Først tænkte han på at blive mekaniker (ingeniør). Senere ville han i stedet søge kirken , men hans forældre ønskede, at han skulle have en medicinsk uddannelse. Galvani gik på Bolognas medicinskole og blev doktor som sin far. Ved Bolognas universitet blev han i 1762 udnævnt til offentlig lektor i anatomi, og snart vandt han omdømme som en dygtig, men ikke specielt veltalende lærer. Han fremsatte sin teori om dyreelektricitet i sit skrift De viribus electricitatis in motu musculari commentarius offentligtgjort i det syvende bind af erindringerne fra Institute of Sciences at Bologna i 1791. I 1764 giftede han sig med Lucia Galleazzi, datteren af en professor på Bolognas universitet. I 1772 blev Galvani præsident på universitetet.